# Mayriella hackeri
Mayriella hackeri é uma espécie de formiga do gênero Mayriella, pertencente à subfamília Myrmicinae.